# 里贝朗杜皮尼亚尔
里贝朗杜皮尼亚尔是巴西巴拉那州的一个市镇。总面积375平方公里，总人口13666人，人口密度36.4人/平方公里。